# Storia della Cornovaglia

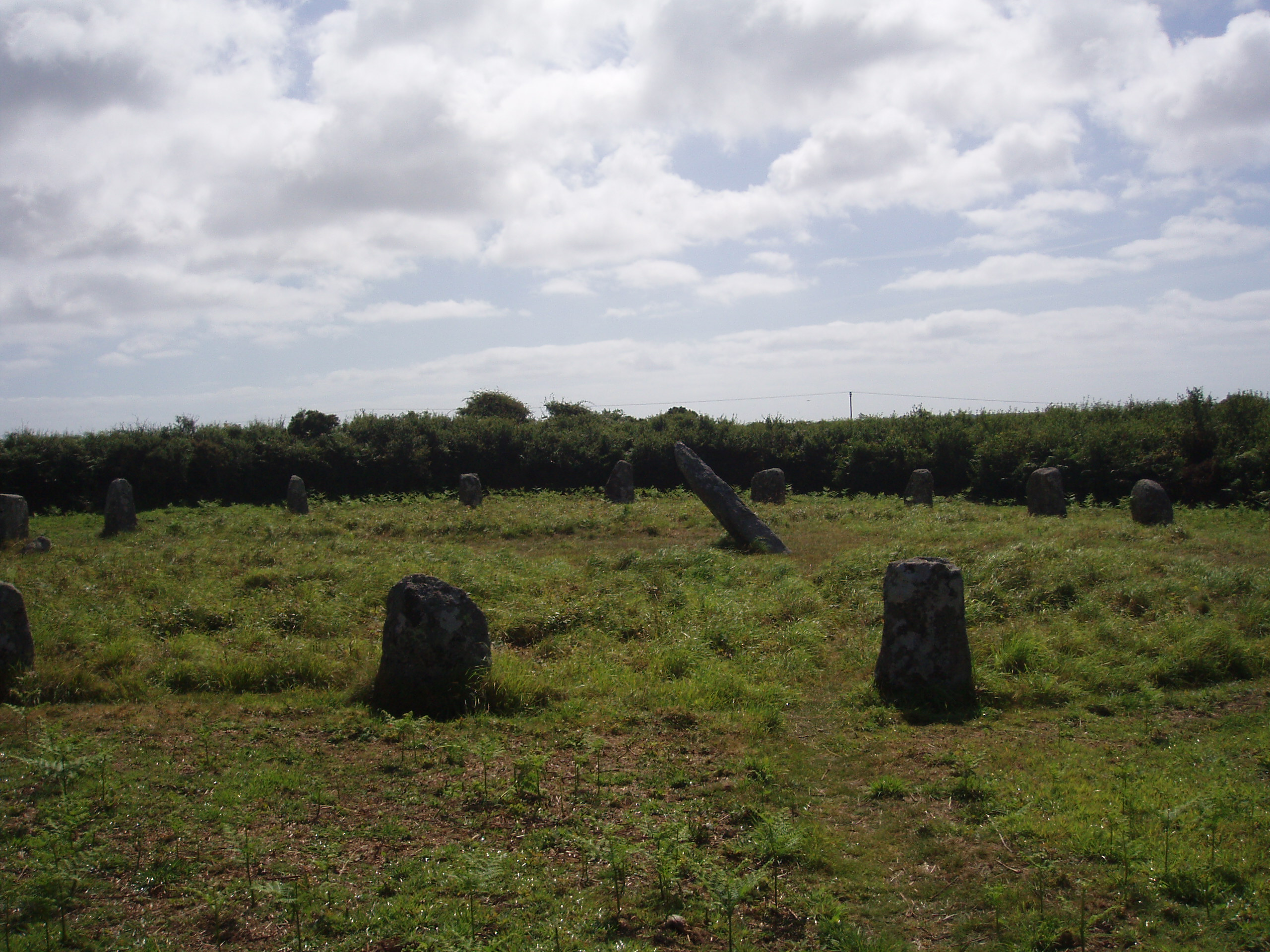
Cerchio di pietre di Boscawen-Un guardando verso nord

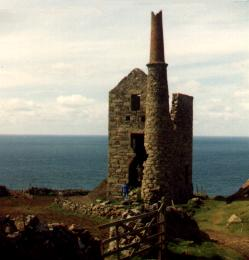
Rovina della miniera di stagno della Cornovaglia

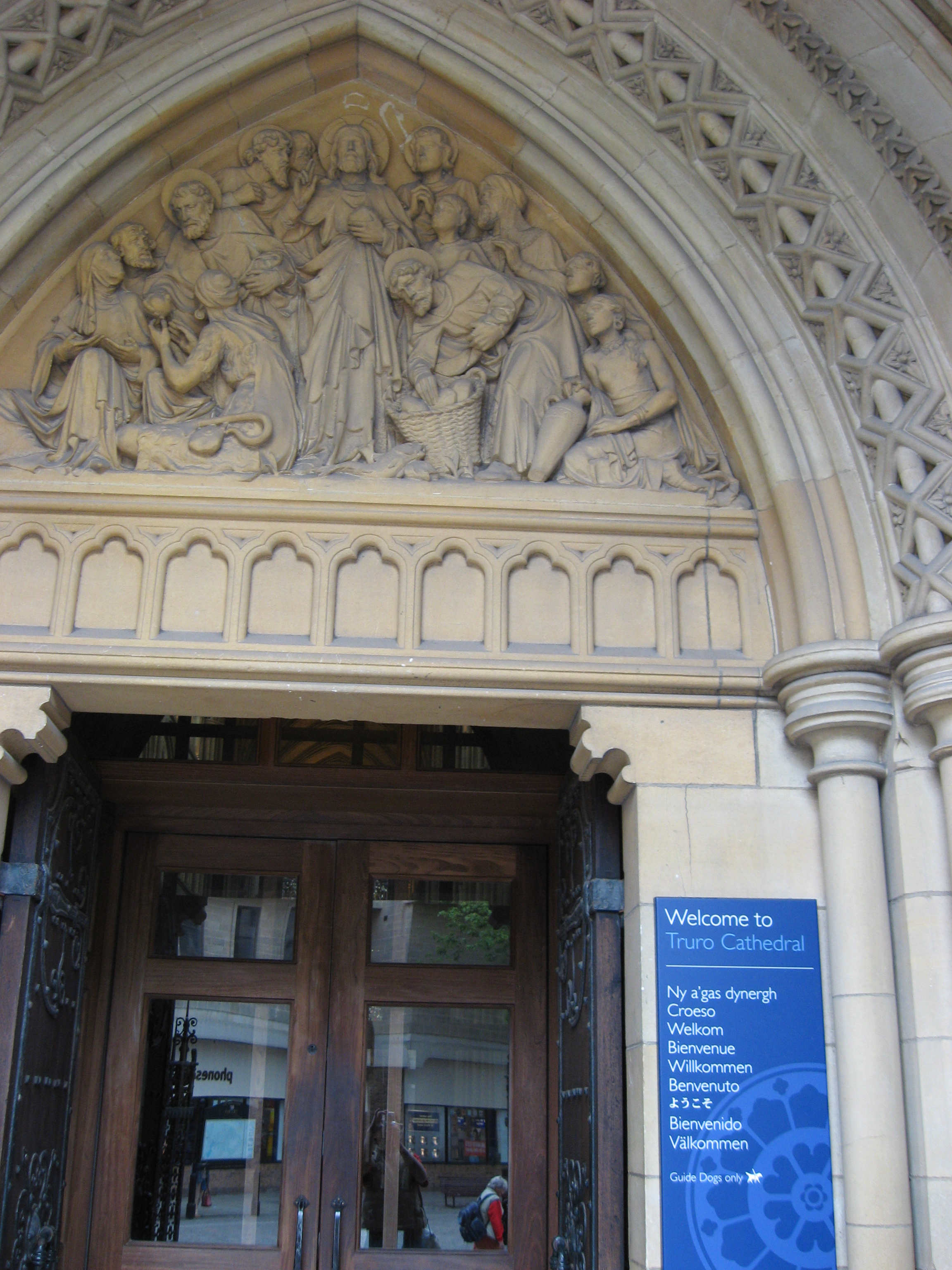
L'ingresso alla cattedrale di Truro ha un cartello di benvenuto in diverse lingue, tra cui il cornico

La storia della Cornovaglia risale al Paleolitico, ma in quel periodo la Cornovaglia fu visitata solo sporadicamente da gruppi di esseri umani. L'occupazione continuativa ebbe inizio circa 10.000 anni fa, dopo la fine dell'ultima era glaciale. Quando vi ebbe inizio la storia documentata, nel I secolo a.C., la lingua parlata era il brittonico comune, che si sarebbe evoluto nel brittonico sudoccidentale e poi nella lingua cornica. La Cornovaglia faceva parte del territorio della tribù dei Dumnoni, che comprendeva l'odierno Devon e parti del Somerset. Dopo un periodo di dominio romano, la Cornovaglia tornò sotto il dominio di capi romano-britanni indipendenti e continuò ad avere stretti rapporti con la Bretagna e il Galles, nonché con l'Irlanda meridionale, che le era poco distante, dall'altra parte del Mare Celtico. Dopo il crollo della Dumnonia, il territorio rimanente della Cornovaglia entrò in conflitto con il vicino Regno del Wessex, per caderne sotto il controllo verso la metà del IX secolo pur mantenendo la propria cultura.
Nel 1337 la monarchia inglese creò il titolo di Duca di Cornovaglia, destinato al figlio maggiore ed erede del sovrano. La Cornovaglia, insieme alla vicina contea del Devon, mantenne la Stannary law, che garantiva un certo controllo locale sul suo prodotto più importante, lo stagno, ma all'epoca di Enrico VIII la maggior parte delle vestigia dell'autonomia della Cornovaglia erano ormai abolite, poiché l'Inghilterra stava diventando uno stato sempre più centralizzato sotto la dinastia Tudor. I conflitti con il centro si verificarono durante l'insurrezione della Cornovaglia del 1497 e la rivolta del Prayer Book del 1549.
Verso la fine del XVIII secolo, la Cornovaglia era amministrata come parte integrante del Regno di Gran Bretagna insieme al resto dell'Inghilterra e la lingua cornica era in rapido declino. La rivoluzione industriale portò grandi cambiamenti in Cornovaglia, come l'adozione del metodismo da parte della generalità della popolazione, rendendo la zona nonconformista. Il declino dell'attività mineraria determinò un'emigrazione di massa all'estero e la diaspora della Cornovaglia, nonché l'inizio del rinascimento celtico e del recupero della cultura e della lingua cornica, che diedero origine al nazionalismo cornico alla fine del XX secolo.

## Cornovaglia preromana

### Età della pietra
La Cornovaglia fu occupata solo sporadicamente durante il Paleolitico, ma gli uomini vi ritornarono circa 10.000 anni fa, nel Mesolitico, dopo la fine dell'ultima era glaciale. Ci sono prove sostanziali dell'occupazione da parte di cacciatori-raccoglitori in questo periodo.
Le zone montuose furono le prime a essere abitate, poiché la vegetazione non richiedeva particolari interventi di bonifica: forse furono occupate per la prima volta nel Neolitico (i resti paleolitici sono quasi inesistenti in Cornovaglia). Si trovano molti megaliti di questo periodo e, in generale, i resti preistorici sono più numerosi in Cornovaglia che in qualsiasi altra contea inglese, eccetto il Wiltshire. I resti sono di vario genere e comprendono menhir, tumuli e cerchi di capanne.

### Età del bronzo

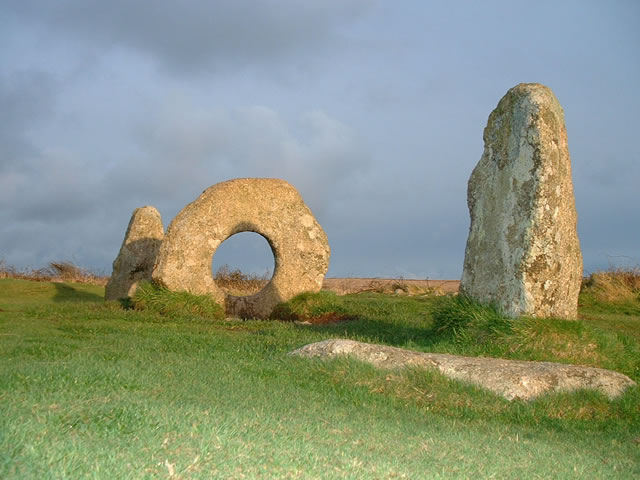
Mên-an-Tol ("La pietra forata"), un monumento dell'antica età del bronzo nei pressi di Madron, nell'estremo ovest della Cornovaglia.

La Cornovaglia e il vicino Devon possedevano grandi riserve di stagno, che venne ampiamente estratto durante l'età del bronzo da popolazioni legate alla cultura del vaso campaniforme. Lo stagno insieme al rame è necessario per ricavare il bronzo, e intorno al 1600 a.C. la zona occidentale del Paese stava vivendo un boom commerciale trainato dall'esportazione di stagno in tutta Europa. Questa prosperità contribuì ad alimentare gli ornamenti in oro abilmente lavorati recuperati dai siti della cultura del Wessex. Lingotti di stagno, alcuni recuperati da relitti risalenti al XII secolo a.C. al largo delle coste dell'attuale Israele, sono stati sottoposti ad analisi degli isotopi e si è scoperto che provenivano dalla Cornovaglia.

### Età del ferro

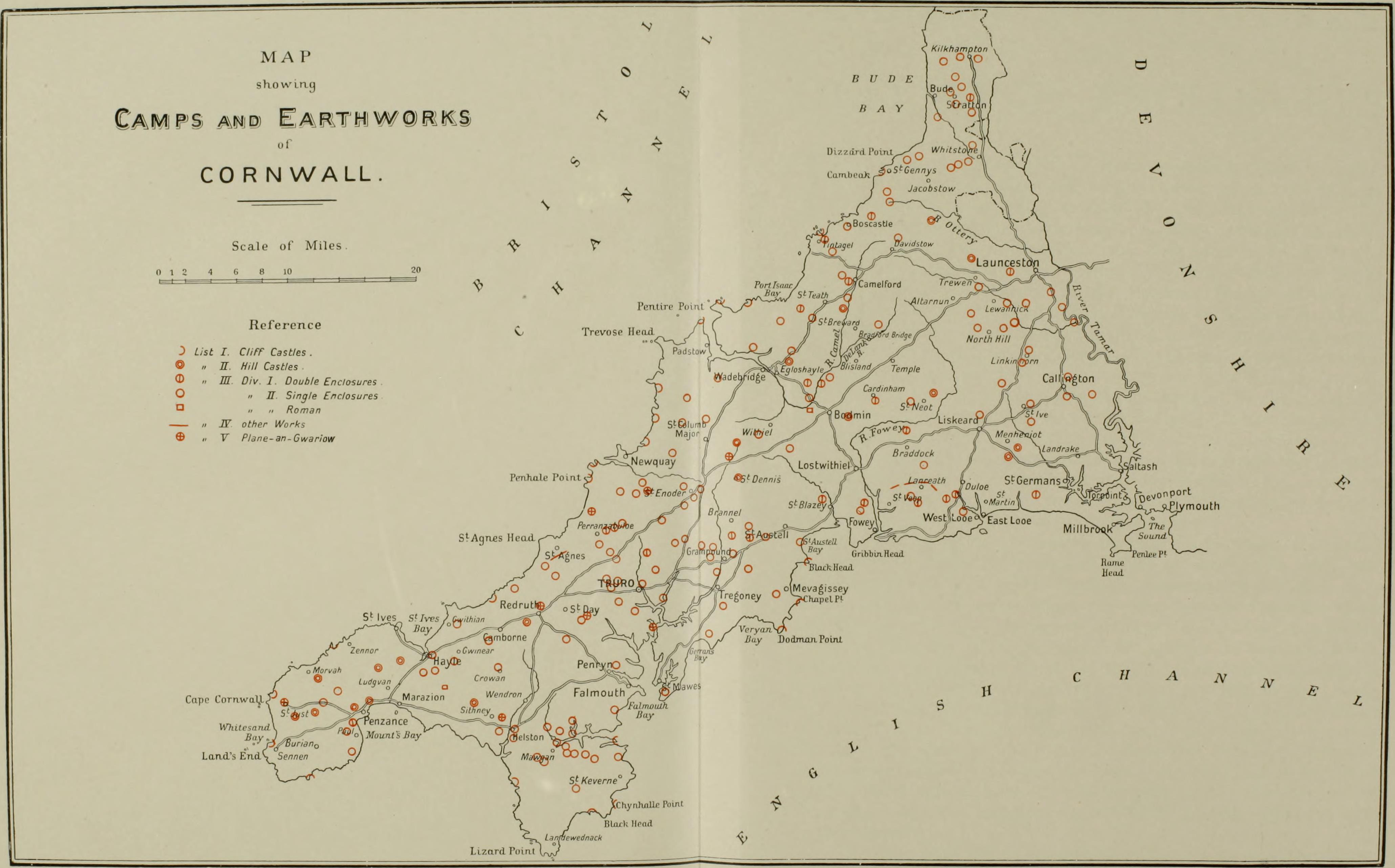
Una mappa dei campi e dei terrapieni in Cornovaglia

Intorno al 750 a.C. l'età del ferro raggiunse la Gran Bretagna, consentendo una maggiore diffusione dell'agricoltura grazie all'impiego di nuovi aratri e asce in ferro. Anche la costruzione di fortezze collinari raggiunse il suo apice durante l'età del ferro britannica.
Più o meno nello stesso periodo (dal 900 al 500 a.C.) si diffusero le culture e i popoli celtici: tutta l'isola britannica a sud del Firth of Forth era allora abitata dai Celti noti come Britanni. La lingua celtica parlata all'epoca, il britonnico comune, alla fine si sviluppò in diverse lingue distinte, tra cui il cornico.
Il primo resoconto della Cornovaglia proviene dallo storico greco siciliano Diodoro Siculo (c. 90 a.C. – c. 30 a.C.), che presumibilmente citava o parafrasava il geografo Pitea del IV secolo a.C., il quale aveva navigato verso la Britannia:

Una mappa delle tribù celtiche dell'età del ferro nella Gran Bretagna meridionale.

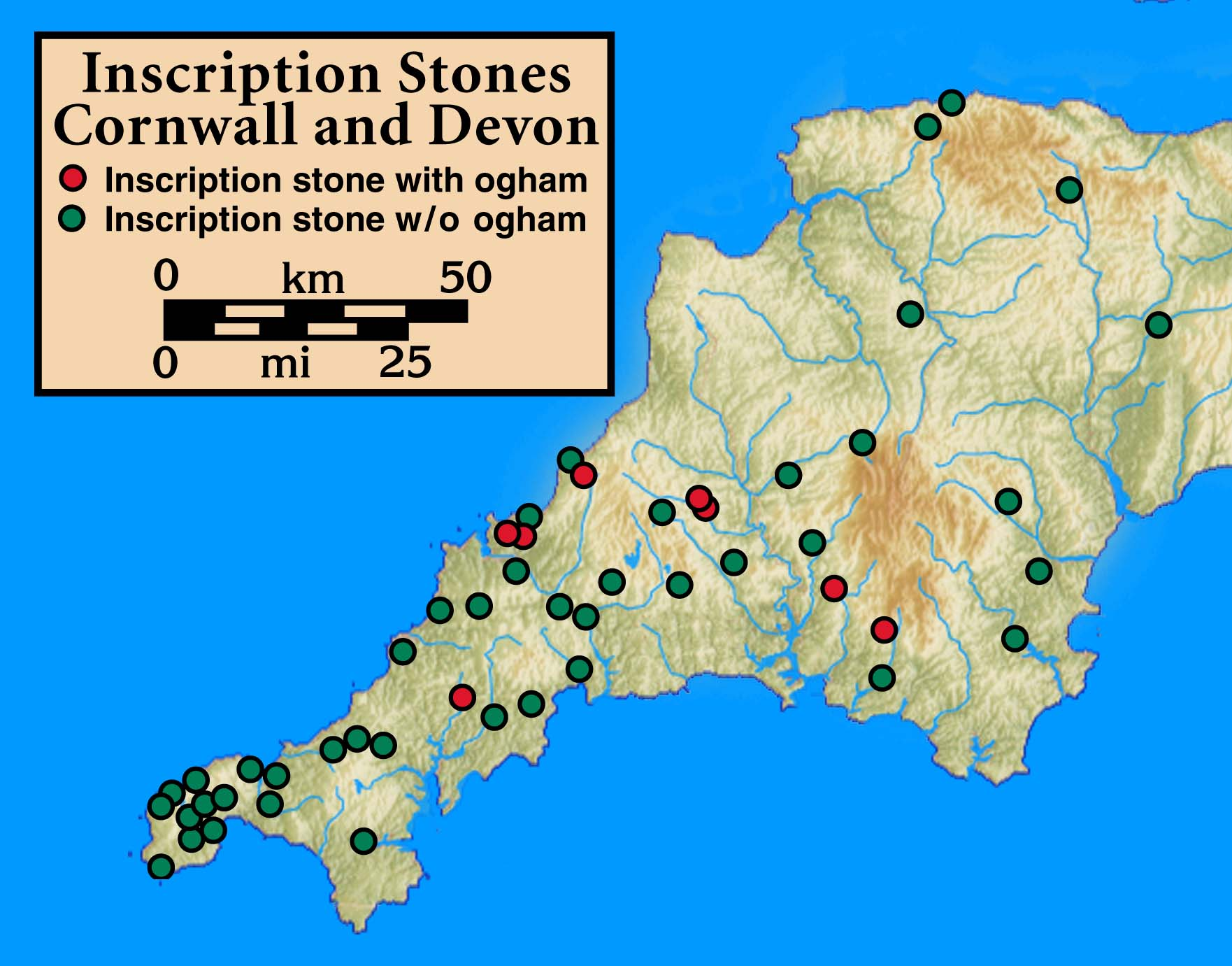
Una mappa delle pietre iscritte, recanti o meno iscrizioni in alfabeto ogamico.

Si sostiene che i Fenici commerciassero lo stagno direttamente con la Cornovaglia, ma di ciò non esistono prove archeologiche, anzi gli storici moderni hanno sfatato le precedenti costruzioni antiquarie circa l'"eredità fenicia", compresa la credenza che i Fenici abbiano addirittura colonizzato la Cornovaglia.

### Toponomastica
All'epoca in cui compaiono le fonti scritte classiche, la Cornovaglia era abitata da tribù che parlavano lingue celtiche. Gli antichi Greci e Romani usavano il nome Belerion o Bolerium per indicare la punta sud-occidentale dell'isola della Britannia, ma la fonte tardo-romana della Cosmografia ravennate (compilata intorno al 700 d.C.) introduce il toponimo Puro coronavis, la cui prima parte sembra essere un errore di ortografia di Duro (che significa fortezza). Ciò sembra indicare che la tribù dei Cornovii, nota da precedenti fonti romane come abitanti di un'area incentrata sull'odierno Shropshire, aveva stabilito intorno al V secolo una base di potere nel sud-ovest (forse a Tintagel).
È quindi probabile che il nome tribale sia l'origine di Kernow o, in seguito, Curnow, usato per indicare la Cornovaglia nella lingua cornica. John Morris suggerì che un contingente di Cornovii dello Shropshire fu inviato nel sud-ovest della Gran Bretagna alla fine dell'epoca romana, per governarvi e tenerne fuori gli invasori irlandesi, ma questa teoria fu respinta dal professor Philip Payton nel suo libro Cornwall: A History.
Data la separazione geografica fra le tre tribù note come Cornovii (la terza si trova nell'odierna Caithness) e l'assenza di qualsiasi collegamento noto, si ritiene generalmente che i Cornovii della Cornovaglia costituiscano una tribù completamente separata. Mentre il loro nome può derivare dal loro insediamento peninsulare, l'assenza di una penisola negli altri due casi ha portato a postulare una derivazione dal culto di un "dio cornuto" da parte di queste tribù.
Il nome inglese Cornwall deriva dal nome celtico, a cui è stata aggiunta la parola inglese antica Wealas "straniero".
In epoca preromana, la Cornovaglia faceva parte del regno di Dumnonia, e in seguito fu conosciuta dagli anglosassoni come "West Wales", per distinguerla dal "North Wales" (l'odierno Galles).

## Cornovaglia romana
Durante il dominio romano sulla Britannia, la Cornovaglia era piuttosto lontana dai principali centri di romanizzazione; il sistema stradale romano si estendeva sì alla Cornovaglia, ma gli unici siti romani significativi conosciuti sono tre forti: Tregear vicino a Nanstallon fu scoperto all'inizio degli anni settanta, altri due sono venuti alla luce nel 2007 al castello di Restormel e vicino alla chiesa di Sant'Andrea a Calstock. Una villa in stile romano è stata trovata a Magor Farm vicino a Camborne.
Sono state rinvenute ceramiche e altre prove che suggeriscono la presenza di una ferriera in una località imprecisata nei pressi di Saint Austell. Gli esperti affermano che la scoperta sfida la convinzione che i Romani non si siano insediati nella contea e si siano fermati nel Devon orientale dove Isca Dumnoniorum divenne una fiorente capitale provinciale dei Dumnonii. Il professor Barry Cunliffe nota che «nella penisola sud-occidentale del Devon e della Cornovaglia la mancanza di romanizzazione, dopo una breve occupazione militare nel I secolo, è particolarmente sorprendente. A ovest di Exeter il sistema socio-economico nativo semplicemente continuò senza ostacoli».

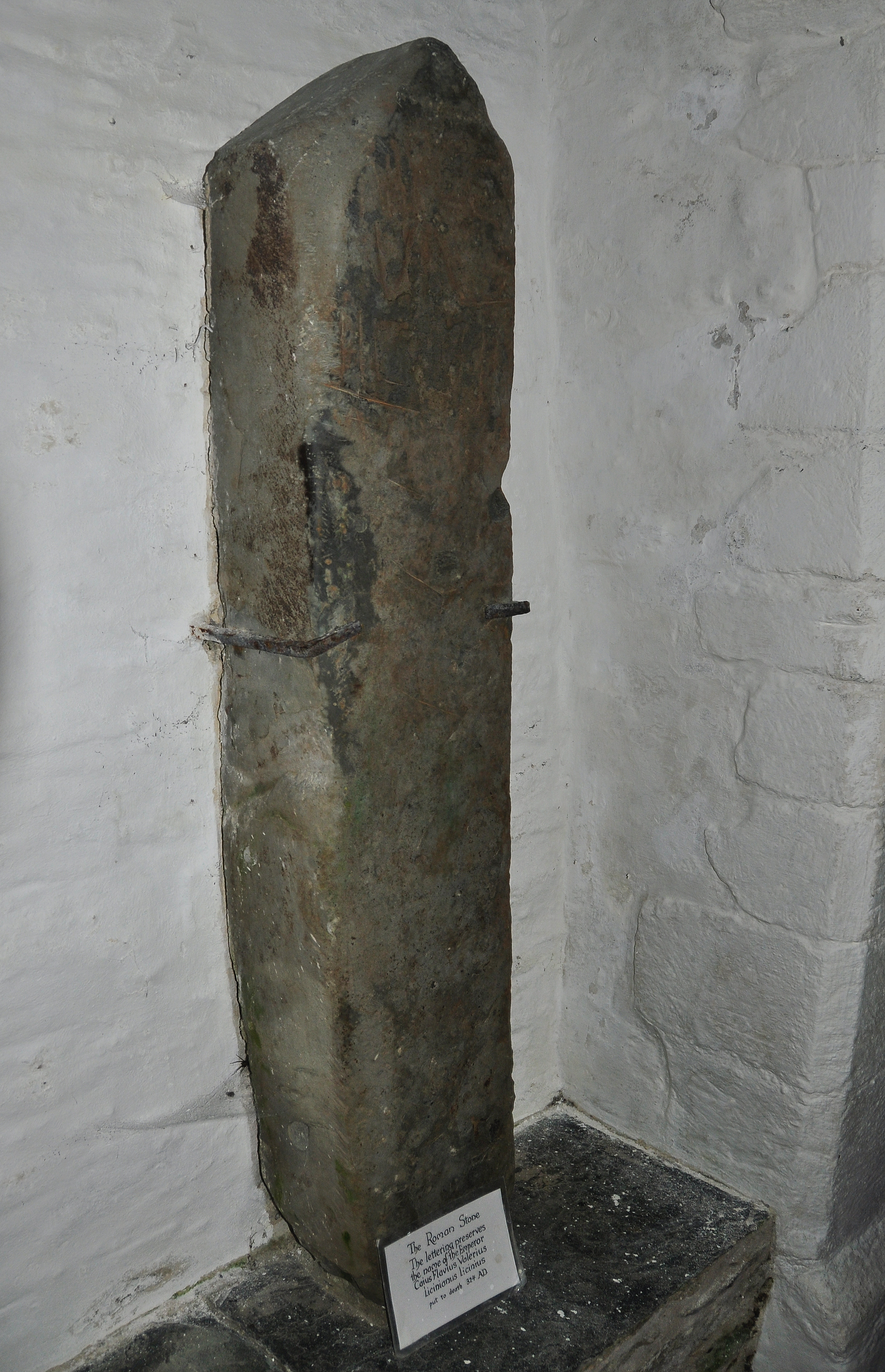
La pietra miliare romana nella chiesa di Santa Materiana, Tintagel

In Cornovaglia sono state trovate solo poche pietre miliari romane: due nei pressi di Tintagel nel nord, una a Mynheer Farm vicino al forte di collina a Carn Brea, Redruth, altre due vicino a St Michael's Mount, una delle quali è conservata nella chiesa parrocchiale di Breage, e una nella chiesa di St Hilary, a St Hilary. La pietra nella chiesa parrocchiale di Tintagel reca un'iscrizione dedicata all'imperatore Licinio, e l'altra pietra a Trethevy è iscritta a nome dei Cesari Treboniano Gallo e Volusiano. Tuttavia, secondo Léon Fleuriot, la Cornovaglia rimase strettamente integrata ai territori vicini tramite rotte marittime molto trafficate. Fleuriot suggerisce che una rotta terrestre che collegava Padstow con Fowey e Lostwithiel servisse, in epoca romana, come un comodo canale di commercio tra la Gallia (in particolare l'Armorica) e le parti occidentali delle isole britanniche.
I siti archeologici di Chysauster e Carn Euny nel West Penwith e nelle isole Scilly dimostrano un'architettura di "case a corte" tipicamente corniche, costruite in pietra nel periodo romano, completamente distinta da quella della Gran Bretagna meridionale, ma con parallelismi nell'Irlanda atlantica, nella Gran Bretagna settentrionale e nel continente, e influente sullo sviluppo successivo delle fattorie fortificate in pietra note in Cornovaglia come "rounds".

## Periodo post-romano e medievale

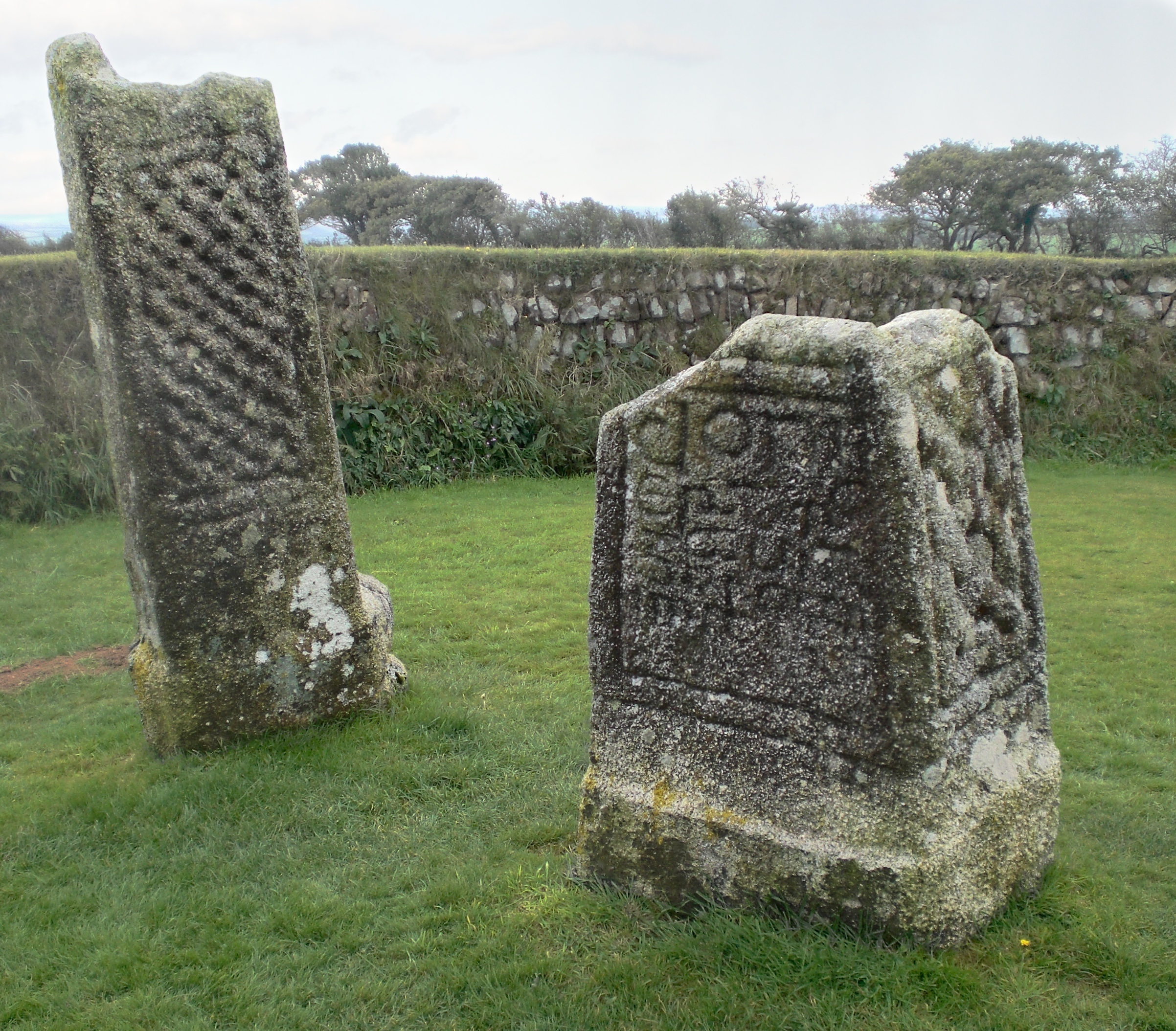
Pietra di re Doniert, alta croce commemorativa dedicata a Dungarth, l'ultimo re di Cornovaglia di cui si abbia notizia, nell'875 d.C.

Il regno di Dumnonia intorno all'anno 800.

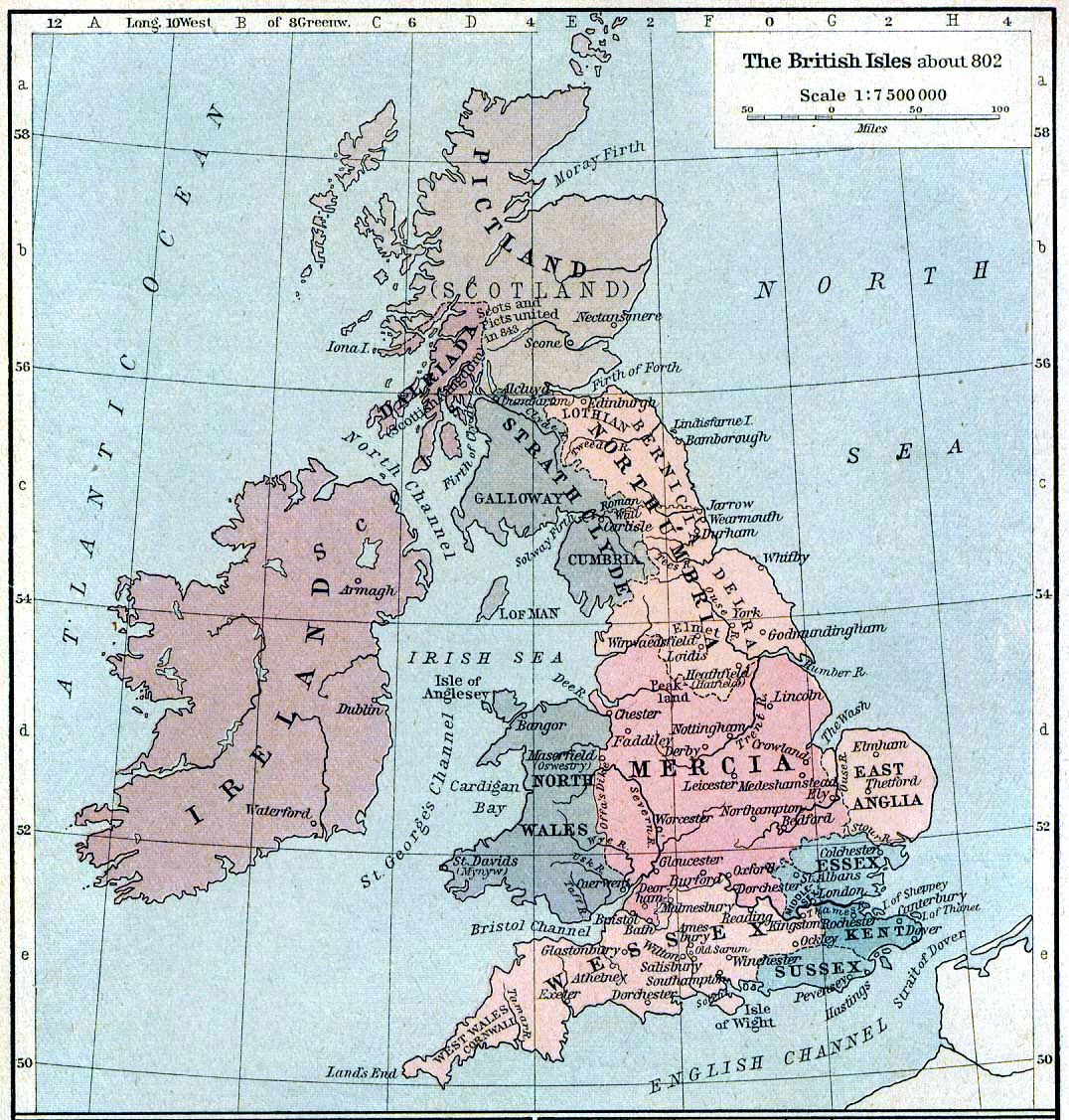
Galles occidentale e Wessex 936.

In seguito al ritiro dei Romani dalla Gran Bretagna, avvenuto intorno al 410, i Sassoni e altri popoli germanici riuscirono a conquistare e colonizzare gran parte della parte orientale dell'isola nel corso dei due secoli successivi. A ovest, il Devon e la Cornovaglia costituivano il regno britannico di Dumnonia.
La Dumnonia ebbe stretti contatti culturali con l'Irlanda cristiana, il Galles, la Bretagna romano-celtica e Bisanzio attraverso la rete commerciale dell'Atlantico occidentale, e ci sono eccezionali prove archeologiche di contatti commerciali tardoantichi nella roccaforte di Tintagel in Cornovaglia. La lingua bretone è più vicina al cornico che al gallese, a dimostrazione degli stretti contatti tra le varie aree.

### Relazione con il Wessex
I primi re del Wessex sono noti per la possibile prevalenza di nomi brittonici tra loro e quindi si dovrebbe prestare attenzione nell'assumere una netta rivalità etnica tra le emergenti identità, popolazione e cultura "britannica" e quella "inglese"; piuttosto una lotta per il predominio di élite guerriere più o meno allineate con le culture e i popoli "germanici" orientali e "romano-celtici" occidentali. I Britanni atlantici furono spesso ricordati in alleanza con le forze scandinave come i danesi o i normanni in Bretagna, fino al periodo della conquista normanna dell'Inghilterra.
All'inizio dell'VIII secolo, la Cornovaglia era probabilmente una suddivisione della Dumnonia, e la Cronaca anglosassone riporta che nel 710 Geraint, re della Dumnonia, combatté contro Ine, re del Wessex. Gli Annales Cambriae affermano che nel 722 la battaglia di Hehil "tra i Cornici" fu vinta dai Britanni. Secondo lo storico Thomas Charles-Edwards, questo probabilmente indica che la Dumnonia nel 722 era caduta, e che la vittoria britannica di quell'anno contro il Wessex assicurò la sopravvivenza del nuovo regno di Cornovaglia per altri centocinquant'anni. Ci furono battaglie intermittenti tra il Wessex e la Cornovaglia per il resto dell'VIII secolo, e Cuthred, re del Wessex, combatté contro i Cornici nel 743 e nel 753.
Tuttavia, secondo John Reuben Davies, la Dumnonia cessò di esistere intorno all'inizio del IX secolo, ma «il regno di Cornovaglia, d'altro canto, rimase un territorio britannico indipendente nonostante la pressione del Wessex, isolato dai parlanti brittonici del Galles e della Bretagna dal mare e dai Sassoni occidentali».
Nell'814, re Egberto del Wessex devastò la Cornovaglia «da est a ovest» e la Cronaca anglosassone riporta che nell'825 i Cornici combatterono contro gli uomini del Devon. Nell'838 i Cornici, alleati ai Vichinghi, furono sconfitti dai Sassoni occidentali nella battaglia di Hingston Down. Questa fu l'ultima battaglia registrata tra la Cornovaglia e il Wessex, e probabilmente portò alla perdita dell'indipendenza della Cornovaglia. Nell'875, gli Annales Cambriae riportano che il re Dungarth di Cornovaglia annegò, ma Alfredo il Grande era riuscito ad andare a caccia in Cornovaglia un decennio prima, il che suggerisce che Dungarth fosse probabilmente un vice-re. Kenstec (c. 833-c. 870) divenne il primo vescovo di Cornovaglia a professare obbedienza all'arcivescovo di Canterbury, e nello stesso periodo il vescovo di Sherborne fu incaricato di visitare la Cornovaglia ogni anno per "sradicare gli errori della Chiesa di Cornovaglia", ulteriori indicazioni che la Cornovaglia stava diventando soggetta al Wessex a metà del IX secolo. Negli anni 880 Alfredo il Grande poté lasciare nel suo testamento alcune proprietà in Cornovaglia.
Guglielmo di Malmesbury, scrivendo intorno al 1120, racconta che intorno al 927 il re Atelstano d'Inghilterra espulse i Cornici da Exeter e fissò il confine orientale della Cornovaglia sul fiume Tamar. T.M. Charles-Edwards respinge il racconto di Guglielmo come una "storia improbabile" sulla base del fatto che la Cornovaglia era ormai saldamente sotto il controllo inglese.. John Reuben Davies vede la spedizione come la soppressione di una rivolta britannica, a cui seguì la definizione del confine della Cornovaglia oltre il Tamar e la creazione di un vescovado separato. Sebbene i re inglesi abbiano nel IX secolo concesso terre nella parte orientale, non si registrano concessioni nella metà occidentale fino alla metà del X secolo.
La Cornovaglia acquisì quindi caratteristiche amministrative anglosassoni, come il sistema delle centene. A differenza che nel Devon, la cultura della Cornovaglia non è stata anglicizzata: la maggior parte delle persone parlava ancora il cornico e i toponimi sono ancora prevalentemente brittonici. Nel 944 il successore di Atelstano, Edmondo I, si proclamò "Re degli Inglesi e governatore di questa provincia dei Britanni".
L'antiquario William Camden scrisse nel 1607 nel suo Britannia: «Quanto a quei Cornici, sebbene avessero fermamente concentrato tutte le proprie forze a difesa del loro Paese, ben presto divennero soggetti ai Sassoni, poiché né erano loro pari in numero, né il loro Paese era sufficientemente protetto dalla natura per difenderli».

### La Chiesa di Cornovaglia
I primi secoli successivi alla partenza dei Romani sono noti nel cristianesimo celtico come l'Età dei Santi: dall'Irlanda, dal Galles e dalla Scozia si diffuse una rinascita dell'arte celtica in Gran Bretagna, Bretagna, e oltre. Secondo la tradizione, la zona fu evangelizzata nel V e VI secolo dai figli di Brychan Brycheiniog e da santi provenienti dall'Irlanda. I santi della Cornovaglia come Pirano, Meriasek o Gerren esercitarono un'influenza religiosa e probabilmente politica; erano spesso strettamente collegati ai governanti civili locali e in alcuni casi erano essi stessi re. A Bodmin sorgeva un importante monastero e sporadicamente in vari documenti vengono nominati vescovi di Cornovaglia.

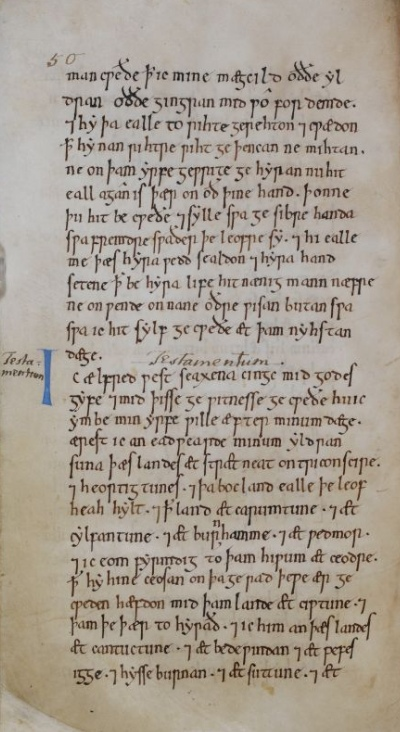
Testamento di Alfredo il Grande, 873–888 (copia dell'XI secolo, British Library Stowe MS 944, ff. 29v–33r)

Nel nono decennio del IX secolo vennero nominati altri sacerdoti sassoni nella Chiesa in Cornovaglia, i quali controllavano alcune tenute ecclesiastiche come Polltun, Caellwic e Landwithan (Pawton a St Breock, o Pillaton nella Cornovaglia orientale); forse Celliwig (Kellywick a Egloshayle o forse Callington, formalmente Kellywick); e Lawhitton. Alla fine li passarono ai re del Wessex. Tuttavia, secondo il testamento di Alfredo il Grande, la quantità di terra posseduta in Cornovaglia dal sovrano era molto piccola. A ovest del Tamar Alfredo il Grande possedeva solo una piccola area nella regione di Stratton, oltre ad altre piccole tenute nei pressi di Lifton, su suolo della Cornovaglia a est del Tamar.
L'organizzazione e le affiliazioni iniziali della Chiesa di Cornovaglia non sono chiare, ma a metà del IX secolo era guidata da un certo vescovo Kenstec con sede a Dinurrin, una località che a volte è stata identificata come Bodmin e a volte come Gerrans. Kenstec riconobbe l'autorità di Ceolnoth, ponendo la Cornovaglia sotto la giurisdizione dell'arcivescovo di Canterbury. Nel secondo o terzo decennio del X secolo il re Atelstano istituì una diocesi a St Germans a coprire l'intera Cornovaglia, che sembra essere stata inizialmente subordinata alla sede di Sherborne, ma che divenne una diocesi a pieno titolo entro la fine del X secolo. I primi vescovi qui erano nativi della Cornovaglia, ma quelli nominati dal 963 in poi erano tutti inglesi. Dal 1027 circa, la sede fu detenuta congiuntamente a quella di Crediton e nel 1050, le due furono unite per diventare la diocesi di Exeter.

### L'XI secolo

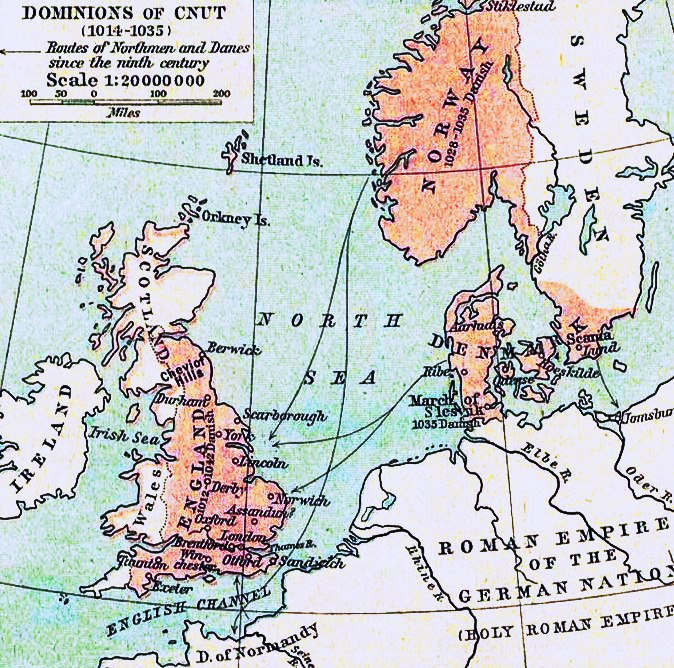
Al tempo del re Canuto, il Galles e la Cornovaglia erano fuori dai suoi regni britannici

Nel 1013 il Wessex fu conquistato da un esercito danese guidato dal capo vichingo e re di Danimarca Sweyn Barbaforcuta. Sweyn annesse il Wessex al suo impero vichingo, che comprendeva Danimarca e Norvegia. Tuttavia non annetté la Cornovaglia, il Galles e la Scozia, consentendo a queste "nazioni clienti" di autogovernarsi in cambio del pagamento annuale di un tributo o danegeld. Tra il 1013 e il 1035 la Cornovaglia, il Galles, gran parte della Scozia e l'Irlanda non erano inclusi nei territori del re Canuto il Grande.
La cronologia dell'espansione inglese in Cornovaglia non è chiara, ma la regione era stata assorbita dall'Inghilterra durante il regno di Edoardo il Confessore (1042-1066), quando apparentemente faceva parte della contea di Wessex, di Godwin e in seguito di Aroldo. I registri del Domesday Book mostrano che a quel tempo la classe proprietaria terriera della Cornovaglia era stata quasi completamente espropriata e sostituita da proprietari terrieri inglesi, il maggiore dei quali era lo stesso Aroldo.
La lingua cornica continuò a essere parlata, in particolare nella Cornovaglia occidentale e centrale, e sviluppò una serie di caratteristiche che iniziarono a distinguerla dalla sua lingua discendente, il bretone. Anche quest'ultimo ha subito un'evoluzione nel corso dei secoli, pur rimanendo estremamente simile. Inoltre la Cornovaglia mostrò un tipo di modello di insediamento molto diverso da quello del Wessex sassone e i luoghi continuarono, anche dopo il 1066, ad essere denominati secondo la tradizione celtica della Cornovaglia. Mills sostiene che i governanti bretoni della Cornovaglia, in quanto alleati dei Normanni, portarono a un "ritorno armoricano" con il cornu-bretone che mantenne il suo status di lingua di prestigio.

### Dopo la conquista normanna (1066–1485)

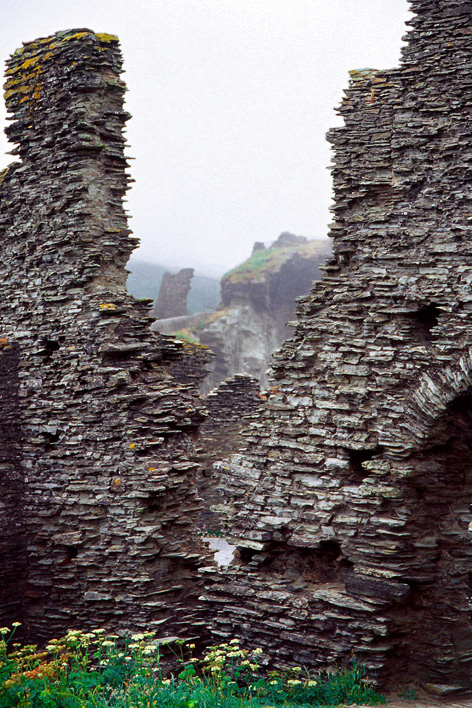
Castello di Tintagel: parte della cinta muraria in rovina

La leggenda narra che Condor, un sopravvissuto della stirpe reale della Cornovaglia, fu mantenuto come primo conte da Guglielmo il Conquistatore dopo la conquista normanna dell'Inghilterra. Nel 1068 Brian di Bretagna, figlio di Oddone, conte di Penthièvre, fu creato conte di Cornovaglia, e le prove citate dalla medievalista Edith Ditmas suggeriscono che molti altri proprietari terrieri del periodo successivo alla conquista erano bretoni alleati dei Normanni, discendenti da coloro che erano fuggiti in quella che oggi è la Francia durante i primi anni della conquista anglosassone. Questo periodo è stato indicato come quello di prima composizione del ciclo di Tristano e Isotta da parte di poeti come Béroul a partire da una preesistente tradizione orale condivisa.
Gran parte del territorio della Cornovaglia fu confiscato e trasferito nelle mani di una nuova aristocrazia normanna, con la parte del leone spettante a Roberto, conte di Mortain, fratellastro del re Guglielmo e il più grande proprietario terriero d'Inghilterra dopo il re. Alcune terre erano detenute dal re Guglielmo e dai monasteri esistenti, il resto dal vescovo di Exeter e un singolo maniero ciascuno da Judhael di Totnes e da Gotshelm (fratello di Walter de Claville).
Roberto divenne conte succedendo a Brian; non si sa nulla di Cadoc, a parte ciò che William Worcester disse quattro secoli dopo. Nella Cornovaglia orientale furono costruiti in periodi diversi quattro castelli normanni: a Launceston, Trematon, Restormel e Tintagel. Una nuova città si sviluppò attorno al castello di Launceston e questa divenne la capitale della contea. In diverse occasioni nel corso dei secoli successivi alcuni nobili vennero nominati conti di Cornovaglia, ma ogni volta la loro discendenza si estinse presto e il titolo decadde finché non fu ripristinato da un nuovo nominato. Nel 1336 fu nominato Duca di Cornovaglia Edoardo il Principe Nero.
Una letteratura popolare cornica, incentrata sui drammi misterici a tema religioso, emerse nel XIV secolo, basata sul Glasney College, il college fondato dal vescovo di Exeter nel XIII secolo.
È stato descritta come una delle grandi ironie della storia che tre uomini di lingua cornica abbiano riportato la lingua inglese dall'orlo dell’estinzione: John of Cornwall, John Trevisa e Richard Pencrych.
John Trevisa fu un religioso che ebbe un ruolo determinante nella traduzione della Bibbia in inglese durante la proto-riforma di John Wycliffe e, ironia della sorte per un madrelingua cornico, è la terza fonte più citata per la prima apparizione di molte parole nella lingua inglese. Aggiunse anche numerose note alla sua traduzione del Polychronicon di Ranulf Higden (c. 1387) relative alla geografia e alla cultura della Cornovaglia.
Le proprietà terriere vacanti vennero assegnate a una nuova classe dirigente normanno-cornica, che comprendeva studiosi come Richard Rufus di Cornovaglia. Queste famiglie alla fine divennero i nuovi governanti, parlando tipicamente il francese normanno, il bretone-cornico, il latino e infine l'inglese, con molte che furono coinvolte nel funzionamento del sistema dello Stannary Parliament, della Contea e infine del Ducato di Cornovaglia.

## Periodi Tudor e Stuart

### 1485–1603

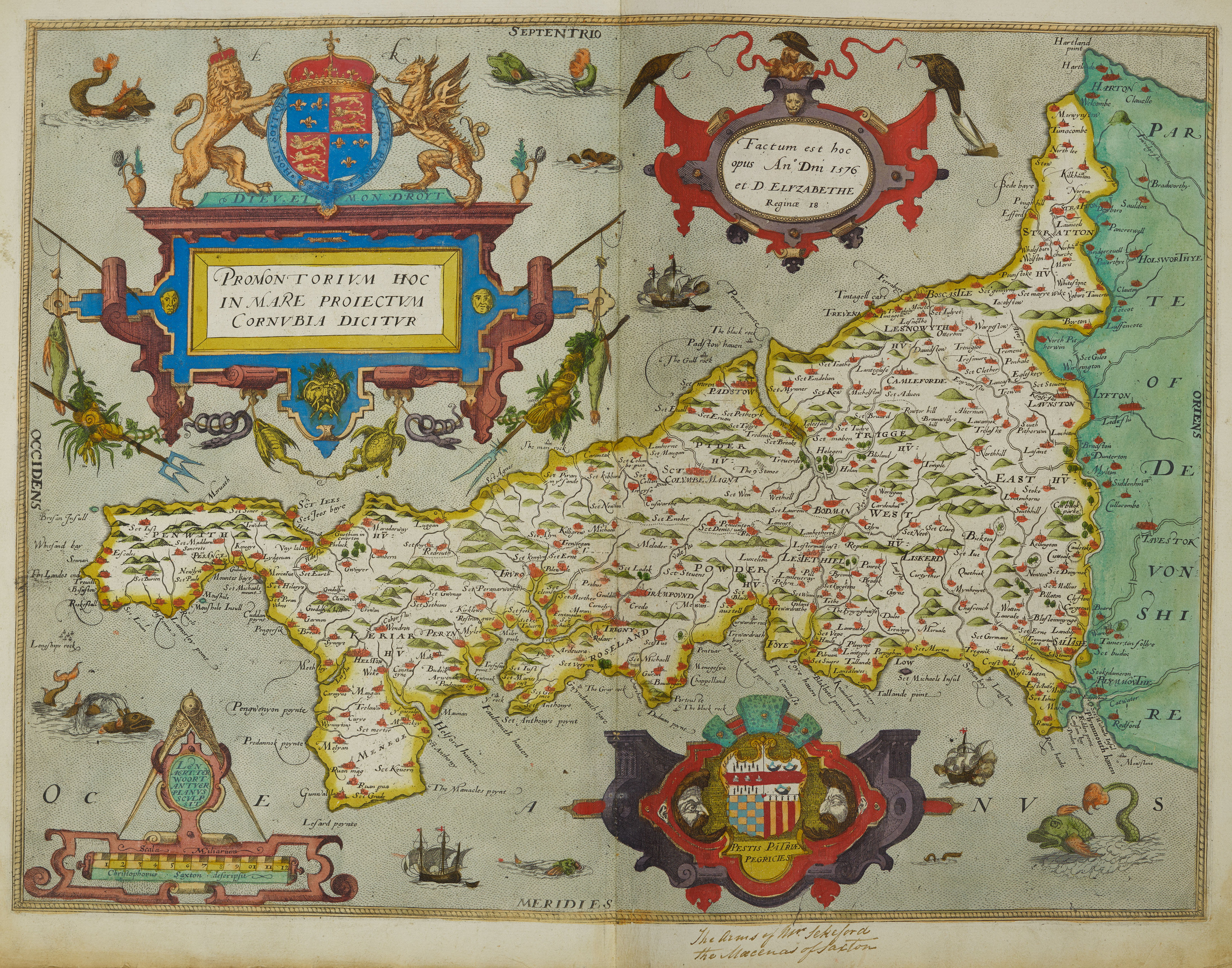
Atlante della Cornovaglia di Christopher Saxton, 1576

La tendenza generale alla centralizzazione amministrativa durante la dinastia Tudor cominciò a minare lo status distintivo della Cornovaglia. Per esempio, sotto i Tudor cessò la pratica di distinguere tra alcune leggi, come quelle relative all'industria dello stagno, che si applicavano soltanto in Anglia, oppure in Anglia et Cornubia (in Inghilterra e Cornovaglia).
L'insurrezione della Cornovaglia del 1497 ebbe origine tra i minatori di stagno che si opponevano all'aumento delle tasse imposto da Enrico VII per finanziare una campagna militare contro la Scozia. Questa imposta fu malvista per le difficoltà economiche che avrebbe causato; inoltre, interferiva con lo speciale regime di esenzione fiscale della Cornovaglia. I ribelli marciarono su Londra, guadagnando sostenitori lungo il cammino, ma furono sconfitti nella battaglia di Deptford Bridge.
Anche i Cornici si ribellarono durante la rivolta del Prayer Book del 1549. Gran parte della Gran Bretagna sudoccidentale si ribellò all'Atto di uniformità del 1549, che introdusse l'uso obbligatorio del Libro protestante delle preghiere comuni. A quel tempo la Cornovaglia era per lo più di fede cattolica: l'atto vi fu doppiamente malvisto perché il libro di preghiere era solo in inglese e la maggior parte dei Cornici a quel tempo parlava la lingua cornica anziché l'inglese. I ribelli volevano quindi che le funzioni religiose continuassero a essere celebrate in latino; sebbene non capissero neanche questa lingua, essa aveva il vantaggio di una tradizione consolidata e non aveva le connotazioni politiche e culturali tipiche dell'uso dell'inglese. Si ritiene che il venti per cento della popolazione della Cornovaglia sia stata uccisa nel 1549: è uno dei principali fattori che hanno contribuito al declino della lingua locale.

### Guerra civile inglese (1642–1649)

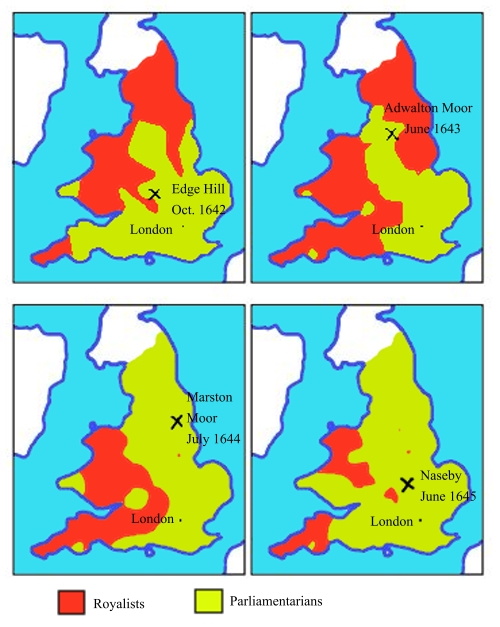
Mappe del territorio detenuto dai realisti (rosso) e dai parlamentari (verde), 1642–1645

La Cornovaglia ebbe un ruolo importante durante la guerra civile inglese, in quanto era una semi-enclave realista nel sud-ovest generalmente parlamentare. Il motivo era che i diritti e i privilegi della Cornovaglia erano legati al Ducato reale e agli stannary e quindi la popolazione vedeva il re come protettore dei loro diritti e dei privilegi ducali. La forte identità locale della Cornovaglia significava anche che i Cornici si sarebbero opposti a qualsiasi ingerenza nei loro affari da parte di estranei. Il parlamento inglese voleva invece ridurre il potere del sovrano. Le forze parlamentari invasero la Cornovaglia tre volte e bruciarono gli archivi del Ducato. Nel 1645 il leader realista della Cornovaglia, Sir Richard Grenville, 1° Baronetto, fece di Launceston la sua base e posizionò truppe corniche lungo il fiume Tamar, impartendo loro l'ordine di tenere "tutte le truppe straniere fuori dalla Cornovaglia". Grenville cercò di usare il "sentimento particolarista della Cornovaglia" per raccogliere sostegno per la causa realista e sottoporre al principe un piano che, se attuato, avrebbe creato una Cornovaglia semi-indipendente.

## XVIII e XIX secolo

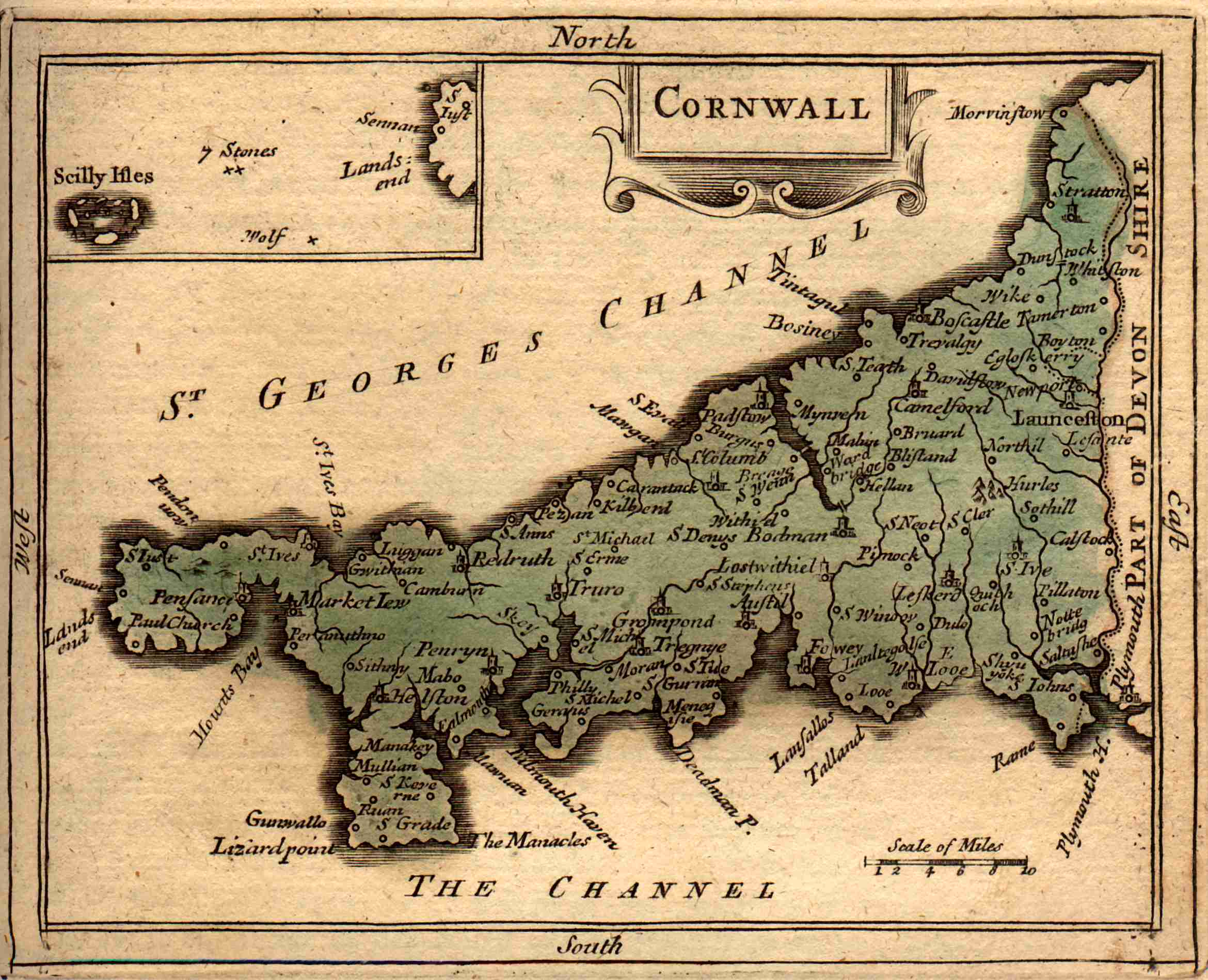
Una mappa della Cornovaglia del 1783.

### Tsunami del 1755
Il 1º novembre 1755 alle ore 09:40 il terremoto di Lisbona provocò un maremoto che colpì la costa della Cornovaglia intorno alle ore 14:00. L'epicentro era a circa 250 miglia (400 km) al largo di Capo San Vincenzo sulla costa portoghese, oltre 1 000 miglia (1 600 km) a sud-ovest della penisola di Lizard. A St Michael's Mount, il mare si alzò improvvisamente e poi si ritirò, dieci minuti dopo si alzò di 6 ft (1,8 m) molto rapidamente, poi diminuì altrettanto rapidamente e continuò a salire e scendere per cinque ore. Il mare crebbe di 8 ft (2,4 m) a Penzance e di 10 ft (3,0 m) a Newlyn. Lo stesso effetto fu riscontrato a St Ives e Hayle. Lo scrittore francese del XVIII secolo Arnold Boscowitz, affermò che "si verificarono grandi perdite di vite umane e di proprietà sulle coste della Cornovaglia".

### Sviluppi nell'estrazione dello stagno

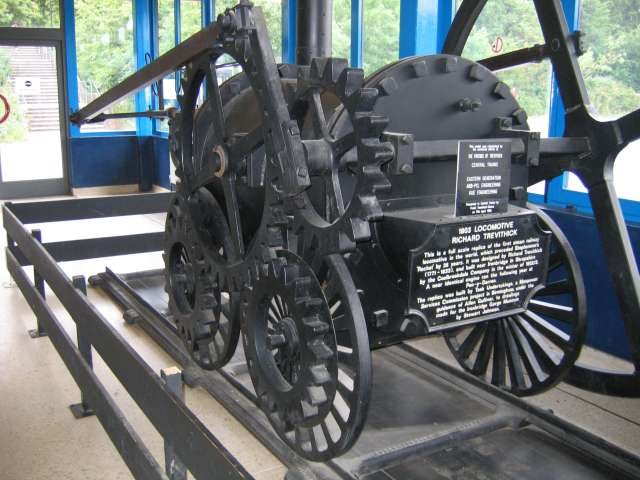
La macchina a vapore di Richard Trevithick.

Un tempo i Cornici erano i massimi esperti mondiali di estrazione mineraria e una Scuola mineraria venne fondata nel 1888. Quando le riserve di stagno della Cornovaglia iniziarono a esaurirsi, molti abitanti emigrarono in luoghi come le Americhe, l'Australia, la Nuova Zelanda e il Sudafrica, dove le loro competenze erano assai richieste. Un adagio popolare dice che ovunque tu vada nel mondo, se vedi un buco nel terreno, troverai un uomo della Cornovaglia sul fondo.
Nel 2019, la società mineraria canadese Strongbow Exploration ha annunciato l'intenzione di riprendere l'estrazione di stagno a South Crofty.
Dopo il declino dell'estrazione dello stagno, dell'agricoltura e della pesca, l'economia della zona è diventata sempre più dipendente dal turismo: qui si possono ammirare alcuni degli scenari costieri più spettacolari della Gran Bretagna. Tuttavia, la Cornovaglia è una delle zone più povere dell'Europa occidentale e ha ottenuto lo status di Obiettivo 1 dall'UE.

### Politica, religione e amministrazione
Nel 1715 la Cornovaglia e il Devon furono teatro di una rivolta giacobita guidata da James Paynter di St. Columb. Ciò coincise con la più grande e nota "Ribellione dei Quindici", che ebbe luogo in Scozia e nel nord dell'Inghilterra. Tuttavia, la rivolta della Cornovaglia venne rapidamente sedata dalle autorità. James Paynter fu processato per alto tradimento, ma rivendicando i suoi diritti di stagnino della Cornovaglia fu processato di fronte a una giuria composta da suoi pari e fu scagionato.
È noto da lungo tempo quanto l'industrializzazione abbia indebolito la preminenza della Chiesa d'Inghilterra e, anche per il popolo della Cornovaglia, prontamente coinvolto nell'attività mineraria all'inizio del XVIII secolo, si sviluppò una frattura con il clero anglicano. Resistendo alla Chiesa ufficiale, molti abitanti della Cornovaglia erano cattolici o non religiosi sino alla fine del XVIII secolo, quando il metodismo fu introdotto in Cornovaglia durante una serie di visite di John e Charles Wesley. La separazione dei metodisti dalla Chiesa d'Inghilterra fu resa formale nel 1795.
Nel 1841 c'erano decine di centene di Cornovaglia: Stratton, Lesnewth e Trigg ; East e West Wivelshire ; Powder ; Pydar ; Kerrier ; Penwith ; e Scilly. Il suffisso "shire" è stato aggiunto a molti di questi, in particolare: i primi tre formavano il Triggshire; East e West sembrano essere divisioni del Wivelshire; Powdershire e Pydarshire. I vecchi nomi di Kerrier e Penwith sono stati riutilizzati per i moderni distretti degli enti locali. La divisione ecclesiastica all'interno della Cornovaglia in decanati rurali utilizzava versioni degli stessi nomi sebbene le aree non corrispondessero esattamente: Trigg Major, Trigg Minor, East Wivelshire, West Wivelshire, Powder, Pydar, Kerrier e Penwith erano tutti decanati della diocesi di Exeter ma i confini furono modificati nel 1875 quando furono creati altri cinque decanati (da dicembre 1876 tutti nella diocesi di Truro).

### Il periodo d'oro del contrabbando
Il picco del contrabbando in Cornovaglia fu evidente tra la fine del XVIII e l'inizio del XIX secolo. Le tasse di importazione e altri dazi sulle merci spinsero numerosi commercianti e consumatori a eludere l'onere aggiuntivo dei prezzi, utilizzando la costa frastagliata della contea come punto di sbarco per le merci soggette a dazio. I prodotti più trafficati erano il brandy, i merletti e il tabacco, importati dall'Europa continentale. Il pub Jamaica Inn a Bodmin Moor è noto per la sua antica associazione con il contrabbando. Nel XIX secolo si riteneva che una larga parte della popolazione della Cornovaglia (circa 10.000 persone, tra cui donne e bambini) fosse coinvolta nell'attività di contrabbando. Il tasso di contrabbando diminuì nel secolo successivo e, nel 1830, si scoprì che due fattori combinati avevano reso il contrabbando meno redditizio: i miglioramenti nei servizi di guardia costiera, e la riduzione delle accise sulle merci importate.

## XX e XXI secolo
Un rinnovato interesse per gli studi sulla Cornovaglia iniziò all'inizio del XX secolo con il lavoro di Henry Jenner e la creazione di legami con le altre cinque nazioni celtiche.
Nel 1951 venne fondato un partito politico, Mebyon Kernow, per cercare di tutelare gli interessi della Cornovaglia e sostenere una maggiore autonomia della contea. Il partito ha eletto diversi membri nei consigli di contea, distrettuali, cittadini e parrocchiali, ma non ha avuto successo a livello nazionale.
Ci sono stati alcuni sviluppi nel riconoscimento dell'identità cornica. Nel 2001, per la prima volta nel Regno Unito, gli abitanti della Cornovaglia hanno potuto registrare la loro etnia come cornica nel censimento nazionale e nel 2004 il censimento scolastico della Cornovaglia ha inserito l'opzione cornica come suddivisione dei britannici bianchi. Il 24 aprile 2014 è stato annunciato che ai cittadini della Cornovaglia sarà concesso lo status di minoranza ai sensi della Convenzione-quadro per la protezione delle minoranze nazionali.